# Dead Skin Mask
«Dead Skin Mask» (с англ. — «Маска из мертвой кожи») — сингл группы Slayer, с альбома Seasons in the Abyss 1990 года.

## Происхождение песни
Музыка к песне была написана Джеффом Ханнеманом, а слова — Томом Арайа. Арайа проявляет большой интерес к историям о серийных убийцах, и тема песни касается маньяка Эда Гейна, одного из самых жестоких убийц в истории XX века. Он убивал людей, и затем расчленял их на части. Название песни — «Маска из мертвой кожи» говорит о достоверном факте биографии этого убийцы — о маске, которая была найдена полицией у него; о маске, созданной Гейном из кожи его жертв. Другие его жестокости включали в себя ожерелье, сделанное из человеческих губ, пояс, сделанный из сосков, черепные крышки, преобразованные в чашки и так далее.

## В записи участвовали
- Том Арайа — бас-гитара, вокал
- Джефф Ханнеман — гитара
- Керри Кинг — гитара
- Дэйв Ломбардо — ударные